# Luc Jacamon
Luc Jacamon est un dessinateur de bande dessinée et illustrateur français, né le 14 mai 1967 en Haute-Saône. Il est notamment reconnu pour sa série “Le Tueur” (avec Matz) qui a été adaptée en 2023 en long métrage par David Fincher.

## Biographie
Luc Jacamon remporte un Alfred scolaire au Festival d'Angoulême en 1986. Passé aux Arts appliqués, il commence dans la publicité. Après avoir rencontré Matz, il lance avec lui la série Le Tueur, chez Casterman. Long feu, premier album de la série, est paru en 1998. Treize tomes seront dessinés en tout, jusqu’en 2014. Comme le note T.Pinet pour le tome 9 ‘’Concurrence déloyale’’: Luc Jacamon préfère abandonner quelques effets spectaculaires pour se concentrer sur la simplicité. Il reste une maîtrise remarquable du dessin avec une mise en scène efficace et souvent audacieuse basée sur un cadrage cinématographique.
Entre 2005 et 2006, il dessine les deux premiers tomes de Cyclopes, autre série écrite par Matz et publiée par Casterman.  Entre 2016 et 2018, il dessine l'adaptation en deux tomes du roman historique de Tim Willocks, La Religion avec Benjamin Legrand au scénario.
En 2019, et de nouveau en collaboration avec Matz au scénario, il reprend le personnage du tueur. Ce dernier est devenu tueur d’état, recruté par les services secrets francais. Le dessin est convaincant comme le souligne A.Perroud Le résultat s’avère impeccable, à la fois précis et léger. Le découpage très aéré contrebalance avantageusement les nombreux pavés de textes.

## Publications

### One shots
- Graine de pro l’album ,  1994
Scénario :  Collectif  - Dessin :  Luc Jacamon et d’autres -  Festival d’Angoulème et Caisse d’épargne

### Séries
| Le Tueur (bande dessinée) (1998-2014) - 1 Long feu , Casterman, (ISBN 2203389168), 1998 Scénario : Matz - Dessin et couleurs : Luc Jacamon - 2 L’engrenage , Casterman, (ISBN 2203389419), 2000 Scénario : Matz - Dessin et couleurs : Luc Jacamon - 3 La dette , Casterman, (ISBN 2203389664), 2001 Scénario : Matz - Dessin et couleurs : Luc Jacamon - 4 Les liens du sang , Casterman, (ISBN 2203389982), 2002 Scénario : Matz - Dessin et couleurs : Luc Jacamon - 5 La mort dans l’âme , Casterman, (ISBN 2203386002), 2003 Scénario : Matz - Dessin et couleurs : Luc Jacamon - 6 Modus Vivendi , Casterman, (ISBN 9782203001817), 2007 Scénario : Matz - Dessin et couleurs : Luc Jacamon - 7 Le commun des mortels , Casterman, (ISBN 9782203014381), 2009 Scénario : Matz - Dessin et couleurs : Luc Jacamon - 8 L’ordre naturel des choses , Casterman, (ISBN 9782203031678), 2010 Scénario : Matz - Dessin et couleurs : Luc Jacamon - 9 Concurrence déloyale , Casterman, (ISBN 9782203031784), 2011 Scénario : Matz - Dessin et couleurs : Luc Jacamon - 10 Le coeur à l’ouvrage , Casterman, (ISBN 9782203031791), 2012 Scénario : Matz - Dessin et couleurs : Luc Jacamon - 11 La suite dans les idées , Casterman, (ISBN 9782203052963), 2013 Scénario : Matz - Dessin et couleurs : Luc Jacamon - 12 La main qui nourrit , Casterman, (ISBN 9782203062214), 2013 Scénario : Matz - Dessin et couleurs : Luc Jacamon - 13 Lignes de fuite , Casterman, (ISBN 9782203078321), 2014 Scénario : Matz - Dessin et couleurs : Luc Jacamon |

| Cyclopes (2005-2006) - 1 La recrue , Casterman, (ISBN 2203392274), 2005 Scénario : Matz - Dessin et couleurs : Luc Jacamon - 2 Le héros , Casterman, (ISBN 2203392606), 2006 Scénario : Matz - Dessin et couleurs : Luc Jacamon |

| La religion (2016-2018) - 1 Tannhauser , Casterman, (ISBN 9782203093485), 2016 Scénario : Benjamin Legrand - Dessin et couleurs : Luc Jacamon - 2 Orlandu , Casterman, (ISBN 9782203097155), 2018 Scénario : Benjamin Legrand - Dessin et couleurs : Luc Jacamon |

| Le tueur Affaires d'état (2020-2024) - 1 Traitement négatif , Casterman, (ISBN 9782203191143), 2020 Scénario : Matz - Dessin et couleurs : Luc Jacamon - 2 Circuit court , Casterman, (ISBN 9782203149755), 2020 Scénario : Matz - Dessin et couleurs : Luc Jacamon - 3 Variable d’ajustement, Casterman, (ISBN 9782203223370), 2021 Scénario : Matz - Dessin et couleurs : Luc Jacamon - 4 Frères humains , Casterman, (ISBN 9782203231849), 2022 Scénario : Matz - Dessin et couleurs : Luc Jacamon - 5 La face cachée de l’abîme , Casterman, (ISBN 9782203273481), 2023 Scénario : Matz - Dessin et couleurs : Luc Jacamon - 6 Rigor mortis , Casterman, (ISBN 9782203284159), 2024 Scénario : Matz - Dessin et couleurs : Luc Jacamon |

## Prix
- 2002 :  Prix Saint-Michel du meilleur auteur francophone pour Les Liens du sang (Le Tueur, t. 4)[4]